# Roberto Borroni
Roberto Borroni (Mantova, 4 luglio 1949) è un politico e giornalista italiano.

## Biografia
È stato segretario provinciale del Partito Comunista Italiano di Mantova dal 1983 al 1991 e membro del Comitato Centrale del PCI dal 1987 al 1991 e segretario provinciale del PDS dal 1991 al 1992.
Nel 1992 è eletto al Senato con il PDS. Dal 22 maggio 1996 al 9 giugno 2001 ricopre l'incarico di Sottosegretario di Stato al Ministero delle risorse agricole, alimentari e forestali nei governi Prodi I, D'Alema I, D'Alema II e Amato II.
Dal 2001 all'aprile 2010 è stato presidente della Agrisviluppo S.p.A, società che fa capo al Gruppo Monte dei Paschi di Siena. 
Nel 2001 pubblica Le quote latte in Italia. Una disavventura nel cammino verso l'Europa, opera a cui seguiranno altre nel decennio successivo.
Attualmente è socio del Gruppo di Volontariato Civile (GVC), organizzazione non governativa nata a Bologna nel 1971.
Collabora con le agenzie delle Nazioni Unite (FAO, WFP, UNICEF, OMS), con il Ministero per gli Affari Esteri Italiano, la Commissione Europea, la Croce Rossa Italiana, alcune Regioni, tra le quali la Lombardia e l'Emilia-Romagna, e molti Comuni.

## Opere
- Le quote latte in Italia. Una disavventura nel cammino verso l'Europa, Milano, FrancoAngeli Editore, 2001
- Quitaracsa. Tante piccole storie per una bella impresa, Mantova, Un bambino come amico Editore, 2005
- Mantua. Non si raggiunge una meta se non per ripartire, Mantova, Un bambino come amico Editore, 2007
- Malecon. Gente di Cuba, Mantova, Edizioni Tip.Com[non chiaro], 2008
- Pombo. Dalla Sierra Maestra a La Higuera: Dieci anni con Che Guevara, Mantova, Negretto Editore, 2009
- Renato Sandri. Un italiano comunista, Tre Lune Editore, 2010
- Il meccanico di Fangio, Tre Lune Editore, 2012